# Federico Mancuello
Federico Andrés Mancuello (Reconquista, Santa Fe, 26 de marzo de 1989) es un futbolista argentino. Juega como mediocentro ofensivo en Independiente de la Primera División de Argentina.

## Trayectoria
Empezó su trayectoria con el fútbol en el Club Atlético y Tiro (Reconquista, Santa Fe).

### Independiente
Debutó en Primera División el 14 de diciembre de 2008 en la derrota de un equipo mayoritario de suplentes y juveniles de Independiente 1-2 frente Arsenal, partido fue correspondiente por la última fecha del Apertura.
En su primera etapa en Independiente anotó 5 goles, alternando buenas y malas actuaciones.

### Belgrano de Córdoba

#### Temporada 2011/12
En junio de 2011 Federico partió a préstamo hacia Belgrano de Córdoba, fue por un año y sin opción de compra. En el Pirata jugó la mayoría de partidos de titular y llegó a jugar 22 partidos.

### Vuelta a Independiente

#### Temporada 2012/13
Al finalizar el torneo Torneo Clausura 2012 retorna a Independiente. Volvió a marcar en el Rojo en el partido de vuelta de los octavos de final de la Bridgestone Sudamericana, victoria 2-1 en Uruguay frente al Liverpool, Mancuello marcó el empate transitorio eludiendo en un mano a mano al arquero rival y definiendo al gol tras un muy buen pase de su compañero Fernando Godoy.

#### Temporada 2013/14
En el año que Independiente jugó en la Primera B Nacional, convirtió 2 goles. 1 a Aldosivi tras una buena jugada colectiva define cruzado con su pie menos hábil, y el otro contra Independiente Rivadavia tras un centro pasado de Matías Pisano, Mancuello le pega como le viene y termina en el gol del descuento. En base al sacrificio, fue un gran referente del equipo que terminó ascendiendo esa temporada llegando a ser el jugador preferido de la hinchada.
En la vuelta a Primera luego del histórico tercer puesto en la B Nacional, y bajo la dirección técnica del nuevo técnico Jorge Almirón, lo tendría en el 11 titular del equipo Mancuello pasaría a jugar al centro del campo llegando a posición de gol en más ocasiones también muy importante en la pelota parada.

#### Temporada 2014
El debut de Independiente después de su paso por la B Nacional en el Torneo Transición sería contra Atlético de Rafaela como local en el Libertadores de América sería un debut para algunos sorpresivo obteniendo una victoria por 3-0 con un aporte de Mancuello convirtiendo un gol tras una gran jugada donde se saca al defensor de encima pisándola y se acerca al arco donde mete un disparo clavando la pelota en el ángulo del arco, con su gol el equipo se puso en ventaja 1-0 a finales del primer tiempo, sería su primer gol en el torneo y ya empezaba a mostrar un gran nivel. El 26 de agosto por la fecha 4 Independiente se mediría contra Club Olimpo en Bahía Blanca donde empezaría perdiendo pero reacciona faltando 2 minutos para el fin del partido el gol del empate lo pondría Sebastián Penco y el gol que le daría los tres puntos lo haría Mancuello tras un remate de 3 dedos cruzado de zurda.
El 31 de agosto en la fecha siguiente se daría el partido más importante, el Clásico de Avellaneda contra Racing Club como local. Las cosas no empezaron de la mejor manera ya que el rival de toda la vida se pondría en ventaja primero con el gol de Diego Milito, pero Independiente logró reaccianar y dar vuelta el resultado de la mano de Federico Mancuello: tras un tiro libre asistió a su compañero Sebastián Penco para el gol del empate, y aportó un gol de cabeza para poner el 2-1 final. En ese partido casi convierte de tiro libre pegando en el primer palo del arquero rival. Después de la victoria en el clásico el 6 de septiembre tendría un partido para mostrar su buen momento de Independiente se mediría contra C.A. Banfield el equipo no jugó bien pero logró una nueva victoria con un gol de Federico Mancuello tras una asistencia de Matías Pisano que cuando recibió la pelota definió de manera excelente. Fue una gran temporada donde Mancuello se consolidaría como el máximo ídolo en la actualidad de Independiente, llevando al rojo a un hístorico cuarto puesto en la Liga siendo esta la segunda mejor campaña de Independiente en aquellos últimos 14 años, quedando a tan solo 8 puntos del Campeón. 
Federico Mancuello seguiría mostrando su gran nivel ya que llevaba fechas consecutivas marcando y en este no sería la excepción ya que el 13 de septiembre Independiente enfrentaría a unos de los peores equipos del campeonato Quilmes lo cual no le sacaría emoción ya que sería un verdadero por el marcador y por como se fue dando el partido un increíble 5-3 con un gol de Fede Mancuello que sería el último tras un contraataque de Daniel Montenegro le dejaría la pelota mano a mano con el arquero y lo eludiría con gran enganche y definió con el arco solo.
Su desempeño en ese torneo fue muy bueno, logrando que el "Tata" Martino (técnico del Seleccionado Argentino) manifestara que lo tendrá en cuenta en futuros llamados. Como curiosidad, en la fecha 13 del Torneo de Transición 2014, de la Primera División del Fútbol Argentino, Federico Mancuello, marcó un gol olímpico, en la victoria 3 - 1 sobre Tigre. Jugada que intentó varias veces en fechas anteriores. Este histórico gol, se transformó de momento en su gol número nueve en el campeonato.
Sobre la base de su gran nivel y cuota goleadora, la dirigencia decidió renovarle el contrato con un aumento salarial considerable.
En la penúltima fecha marca un gol ante Newells: después de un pelotazo de Matías Pisano la baja de gran manera, pasa entre tres defensores y define con su pierna menos hábil frente al arquero Ustari.

#### Temporada 2015
En el 2015 en el Campeonato de Primera División Julio H. Grondona, en la primera fecha fue de los mejores contra Newell's Old Boys metiendo una asistencia en el 2.º gol para Lucas Albertengo para el 2-0 parcial y generando el penal que le hizo Oscar Ustari. Mancuello se retira lesionado y llorando por no querer salir así ganándose el respeto de los amantes del fútbol. En la 3.ª fecha convierte un gol de 3 dedos de afuera del área y sin ángulo contra Quilmes tras una gran jugada colectiva de 17 toques, siendo así el mejor gol de la fecha, también participa en el 2.º gol de Lucas Albertengo para darle la victoria definitiva a Independiente tras un gran contraataque después de un córner de Quilmes.
El 7 de marzo contra Belgrano en un partido correspondiente a la 4.ª fecha vuelve a convertir un gol pero esta vez de tiro libre para el 1-0 parcial, fue la figura de la cancha pero todo el sacrificio de 'Mancu' no alcanzó para ganar el partido ya que Independiente perdió por 2-1. En la 6.ª fecha retornando de una pequeña lesión, fue titular contra Arsenal de Sarandi en la victoria 4-0 con la figura de Mancuello que aporto un gol y una asistencia.
Mancuello también sería clave para que Independiente clasifique a la Copa Sudamericana 2016, obteniendo en el subcampeonato de Liguilla Pre-Libertadores 2015

### Brasil y México
El 6 de enero de 2016, Mancuello firmó con el Flamengo de la Serie A de Brasil por 12 millones de reales. En su primera temporada en Flamengo jugó 36 partidos y anotó 5 goles. En el inicio de la temporada 2017, el entrenador Zé Ricardo decidió mover a Mancuello a la posición de extremo derecho.
El 10 de enero de 2018, Mancuello fue contratado por el Cruzeiro del mismo país. Allí formó parte del plantel campeón de la Copa de Brasil 2018 al vencer al Corinthians; Mancuello jugó dos partidos en la copa.
El 14 de enero de 2019, Mancuello fue anunciado como refuerzo del Toluca de México.

### Vélez Sarsfield
Luego de cuatro años en el exterior, el ex Independiente, cumplió la promesa que le hizo al club de sus amores y regresó a Argentina en condición de jugador libre para ponerse la camiseta de Vélez. Tras un comienzo irregular, consigue asentarse como titular indiscutido y un referente dentro del plantel, logrando buenas actuaciones en el ámbito local y la Libertadores 2021.

### Club Puebla
Tras finalizar su vínculo con Vélez y quedar en condición de jugador libre para jugar en cualquier club que desee. Decide firmar contrato con el Puebla de México para el torneo Clausura 2022.

### Regreso a Independiente
En agosto de 2023, regreso a Independiente, donde firmó contrato hasta diciembre de 2025.

## Selección nacional

### Selección Argentina Sub-20
A fines de 2008, Federico integró la selección sub-20 que organizó Sergio Batista de cara al Campeonato Sudamericano de 2009.
En la convocatoria final, Batista no convocó ni a Mancuello ni a su compañero de Independiente, Patricio Julián Rodríguez.

### Selección absoluta
El 16 de marzo se confirma la primera convocatoria de Mancuello a la Selección Argentina de Gerardo Martino para la gira por Estados Unidos para los amistosos en Washington para enfrentar a la El Salvador y después a Nueva Jersey para jugar contra la Ecuador. El 28 de marzo en el primer encuentro de la Selección Argentina contra El Salvador con una victoria 2-0 con participación de Federico Mancuello ingresando a los 73 minutos desde el banco en lugar de Ángel Di María y a casi el final del partido haciendo un gol de tiro libre con la pierna izquierda, desde un ángulo muy cerrado, semejante a su gol olímpico que había metido anteriormente en Independiente. Este sería su primer gol con la selección y trajo mucha repercusión en los medios, al ser un caso inusual en las estadísticas de la historia argentina, muy pocos jugadores metieron algún gol en su debut en la selección y aún menos de tiro libre.
El 11 de mayo el entrenador de la Selección Argentina, Gerardo Martino, dio a conocer la lista inicial preliminar de 30 convocados en la cual fue convocado Federico Mancuello, para la Copa América que se realizara en Chile que se jugará desde el 11 de junio al 4 de julio próximos.
 Resumen de partidos 
| \| N.º \| Fecha \| Estadio \| Local \| Resultado \| Visitante \| Goles \| Competición \| \| --- \| ---------- \| -------------------------- \| --------- \| --------- \| ----------- \| ----- \| ----------- \| \| 1 \| 28-03-2015 \| FedExField, Landover, EEUU \| Argentina \| 2-0 \| El Salvador \| \| Amistoso \| \| 2 \| 31-03-2015 \| MetLife, New York, EEUU \| Argentina \| 2-1 \| Ecuador \| \| Amistoso \| \| \| \| Presencias \| 2 \| \| Goles \| 1 \| \| |            |                            |           |           |             |       |             |
| N.º | Fecha      | Estadio                    | Local     | Resultado | Visitante   | Goles | Competición |
| 1 | 28-03-2015 | FedExField, Landover, EEUU | Argentina | 2-0       | El Salvador |       | Amistoso    |
| 2 | 31-03-2015 | MetLife, New York, EEUU    | Argentina | 2-1       | Ecuador     |       | Amistoso    |
| |            | Presencias                 | 2         |           | Goles       | 1     |             |

## Estadísticas

### Clubes
Actualizado hasta su último partido disputado el 13 de julio de 2025.
| Club                            | Div.          | Temporada     | Liga  | Liga  | Liga   | Copas nacionales | Copas nacionales | Copas nacionales | Copas internacionales | Copas internacionales | Copas internacionales | Total | Total | Total  |
| Club                            | Div.          | Temporada     | Part. | Goles | Asist. | Part.            | Goles            | Asist.           | Part.                 | Goles                 | Asist.                | Part. | Goles | Asist. |
| ------------------------------- | ------------- | ------------- | ----- | ----- | ------ | ---------------- | ---------------- | ---------------- | --------------------- | --------------------- | --------------------- | ----- | ----- | ------ |
| C. A. Independiente Argentina   | 1.ª           | 2008-09       | 16    | 3     | 2      | —                | —                | —                | —                     | —                     | —                     | 16    | 3     | 2      |
| C. A. Independiente Argentina   | 1.ª           | 2009-10       | 28    | 1     | 4      | —                | —                | —                | —                     | —                     | —                     | 28    | 1     | 4      |
| C. A. Independiente Argentina   | 1.ª           | 2010-11       | 15    | 1     | 1      | —                | —                | —                | 4                     | 0                     | 0                     | 19    | 1     | 1      |
| C. A. Belgrano Argentina        | 1.ª           | 2011-12       | 21    | 1     | 0      | 1                | 0                | 0                | —                     | —                     | —                     | 22    | 1     | 0      |
| C. A. Belgrano Argentina        | Total club    | Total club    | 21    | 1     | 0      | 1                | 0                | 0                | 0                     | 0                     | 0                     | 22    | 1     | 0      |
| C. A. Independiente Argentina   | 1.ª           | 2012-13       | 21    | 0     | 0      | —                | —                | —                | 3                     | 1                     | 0                     | 24    | 1     | 0      |
| C. A. Independiente Argentina   | 2.ª           | 2013-14       | 37    | 2     | 2      | 2                | 0                | 0                | —                     | —                     | —                     | 39    | 2     | 2      |
| C. A. Independiente Argentina   | 1.ª           | 2014          | 19    | 10    | 5      | —                | —                | —                | —                     | —                     | —                     | 19    | 10    | 5      |
| C. A. Independiente Argentina   | 1.ª           | 2015          | 16    | 3     | 4      | —                | —                | —                | 2                     | 0                     | 0                     | 18    | 3     | 4      |
| C. R. Flamengo · Brasil         | 1.ª           | 2016          | 21    | 3     | 2      | 12               | 2                | 5                | 3                     | 0                     | 0                     | 36    | 5     | 7      |
| C. R. Flamengo · Brasil         | 1.ª           | 2017          | 8     | 2     | 0      | 16               | 3                | 3                | 6                     | 0                     | 0                     | 30    | 5     | 3      |
| C. R. Flamengo · Brasil         | Total club    | Total club    | 29    | 5     | 2      | 28               | 5                | 8                | 9                     | 0                     | 0                     | 66    | 10    | 10     |
| Cruzeiro E. C. · Brasil         | 1.ª           | 2018          | 20    | 1     | 1      | 14               | 2                | 2                | 4                     | 0                     | 0                     | 38    | 3     | 3      |
| Cruzeiro E. C. · Brasil         | Total club    | Total club    | 20    | 1     | 1      | 14               | 2                | 2                | 4                     | 0                     | 0                     | 38    | 3     | 3      |
| Deportivo Toluca · México       | 1.ª           | C-2019        | 12    | 2     | 4      | —                | —                | —                | 1                     | 0                     | 0                     | 13    | 2     | 4      |
| Deportivo Toluca · México       | 1.ª           | 2019-20       | 15    | 0     | 1      | 6                | 0                | 1                | —                     | —                     | —                     | 21    | 0     | 2      |
| Deportivo Toluca · México       | Total club    | Total club    | 27    | 2     | 5      | 6                | 0                | 1                | 1                     | 0                     | 0                     | 34    | 2     | 6      |
| C. A. Velez Sarsfield Argentina | 1.ª           | 2020          | —     | —     | —      | 15               | 0                | 2                | 7                     | 0                     | 0                     | 22    | 0     | 2      |
| C. A. Velez Sarsfield Argentina | 1.ª           | 2021          | 23    | 3     | 5      | 9                | 2                | 1                | 6                     | 1                     | 0                     | 38    | 6     | 6      |
| C. A. Velez Sarsfield Argentina | Total club    | Total club    | 23    | 3     | 5      | 24               | 2                | 3                | 13                    | 1                     | 0                     | 60    | 6     | 8      |
| Club Puebla · México            | 1.ª           | C-2022        | 17    | 0     | 3      | —                | —                | —                | —                     | —                     | —                     | 17    | 0     | 3      |
| Club Puebla · México            | 1.ª           | 2022-23       | 38    | 5     | 9      | —                | —                | —                | —                     | —                     | —                     | 38    | 5     | 9      |
| Club Puebla · México            | 1.ª           | A-2023        | 3     | 1     | 1      | —                | —                | —                | 2                     | 0                     | 0                     | 5     | 1     | 1      |
| Club Puebla · México            | Total club    | Total club    | 58    | 6     | 13     | 0                | 0                | 0                | 2                     | 0                     | 0                     | 60    | 6     | 13     |
| C. A. Independiente Argentina   | 1.ª           | 2023          | —     | —     | —      | 14               | 0                | 1                | —                     | —                     | —                     | 14    | 0     | 1      |
| C. A. Independiente Argentina   | 1.ª           | 2024          | 18    | 1     | 1      | 15               | 2                | 1                | —                     | —                     | —                     | 33    | 3     | 2      |
| C. A. Independiente Argentina   | 1.ª           | 2025          | 10    | 1     | 1      | 2                | 1                | 0                | 2                     | 0                     | 0                     | 14    | 2     | 1      |
| C. A. Independiente Argentina   | Total club    | Total club    | 180   | 22    | 20     | 33               | 3                | 2                | 11                    | 1                     | 0                     | 224   | 26    | 22     |
| Total carrera                   | Total carrera | Total carrera | 358   | 40    | 46     | 106              | 12               | 16               | 40                    | 2                     | 0                     | 504   | 54    | 62     |
| 1. 2.                           |               |               |       |       |        |                  |                  |                  |                       |                       |                       |       |       |        |

### Selección nacional
| Selección          | Año             | Amistosos | Amistosos | Amistosos | Eliminatorias | Eliminatorias | Eliminatorias | Continental | Continental | Continental | Mundial | Mundial | Mundial | Total | Total | Total  |
| Selección          | Año             | Part.     | Goles     | Asist.    | Part.         | Goles         | Asist.        | Part.       | Goles       | Asist.      | Part.   | Goles   | Asist.  | Part. | Goles | Asist. |
| ------------------ | --------------- | --------- | --------- | --------- | ------------- | ------------- | ------------- | ----------- | ----------- | ----------- | ------- | ------- | ------- | ----- | ----- | ------ |
| Absoluta Argentina | 2015            | 2         | 1         | 0         | —             | —             | —             | —           | —           | —           | —       | —       | —       | 2     | 1     | 0      |
| Total selección    | Total selección | 2         | 1         | 0         | 0             | 0             | 0             | 0           | 0           | 0           | 0       | 0       | 0       | 2     | 1     | 0      |

### Resumen estadístico
| Torneo                  | Part. | Goles | Asist. |
| ----------------------- | ----- | ----- | ------ |
| Liga                    | 358   | 40    | 46     |
| Copas nacionales        | 106   | 12    | 16     |
| Torneos internacionales | 40    | 2     | 0      |
| Selección de Argentina  | 2     | 1     | 0      |
| Total                   | 506   | 55    | 62     |

## Palmarés

### Campeonatos regionales
| Título             | Club           | Estado         | Año  |
| ------------------ | -------------- | -------------- | ---- |
| Campeonato Carioca | C. R. Flamengo | Río de Janeiro | 2017 |
| Campeonato Mineiro | Cruzeiro E. C. | Minas Gerais   | 2018 |

### Campeonatos nacionales
| Título         | Club           | País   | Año  |
| -------------- | -------------- | ------ | ---- |
| Copa de Brasil | Cruzeiro E. C. | Brasil | 2018 |

### Campeonatos internacionales
| Título            | Club                | Sede       | Año  |
| ----------------- | ------------------- | ---------- | ---- |
| Copa Sudamericana | C. A. Independiente | Avellaneda | 2010 |